# Mina Mangal
Mina Mangal (1992 – Kabul, 11 de mayo de 2019) fue una periodista afgana defensora de los derechos de las mujeres. En mayo de 2019, Mangal fue asesinada a tiros en una calle de Kabul.

## Trayectoria
Estudió periodismo en la Universidad privada Mashal de Kabul. Se hizo famosa en todo el país cuando fue presentadora de un programa en pastún para la cadena de televisión privada Tolo. Más tarde, cambió de trabajo y también fue moderadora temporal de una emisora estatal. Mangal llevaba tiempo denunciando la existencia de matrimonios forzados en Afganistán que se impusieron durante el dominio talibán (1996-2001) y seguían produciéndose. Uno de estos casos llegó a conocerse y viralizarse a nivel internacional. Además, participó en la defensa activa de los derechos de las mujeres y en la importancia de la educación de las niñas. En la última etapa de su vida, trabajó como asesora cultural en la cámara baja de la Asamblea Nacional de Afganistán.
Mangal hizo público que había sido casada por sus padres contra su voluntad en 2017. A principios de mayo de 2019, el matrimonio se divorció por voluntad suya y después de dos años separados. El 3 de mayo, anunció en su página de Facebook que temía por su vida porque había recibido amenazas de muerte. Su madre informó después de la muerte de Mangal que su hija había estado comprometida con su posterior marido durante diez años. El marido, sin embargo, demostró ser "inestable", y el compromiso iba a terminar. El matrimonio tuvo lugar después de que Mangal fuera amenazada de muerte por el hombre. Además, había sido secuestrada y maltratada por miembros de la familia de su marido unos días después del matrimonio. Fue liberada gracias a la mediación del gobierno y de los ancianos de la tribu. Los secuestradores fueron capturados, pero pudieron comprar su libertad. Su hermano informó que el esposo había prometido no impedir que Mangal trabajara en su profesión, pero que no había cumplido esa promesa.
En la mañana del 11 de mayo de 2019, Mangal, de 27 años de edad, fue asesinada a tiros en la zona del mercado de Karte Naw cuando se dirigía a su trabajo en Kabul. Los testigos informaron de que dos hombres en una motocicleta dispararon cuatro veces al aire para alejar a los transeúntes, y luego mataron a Mangal con dos disparos en el pecho. Después de pensar inicialmente que los asesinos podrían haber sido talibanes, la policía sospechó pronto del exmarido de Mangal. Un portavoz de la fiscalía explicó que estaba siendo buscado para interrogarlo.
Las asociaciones de mujeres afganas criticaron que Mangal no había sido protegida por las autoridades a pesar de las amenazas contra ella.